# Brachythecium procumbens
Brachythecium procumbens är en bladmossart som beskrevs av Georg Friedrich von Jaeger 1878. Brachythecium procumbens ingår i släktet gräsmossor, och familjen Brachytheciaceae. Inga underarter finns listade i Catalogue of Life.